# Begravningsplats

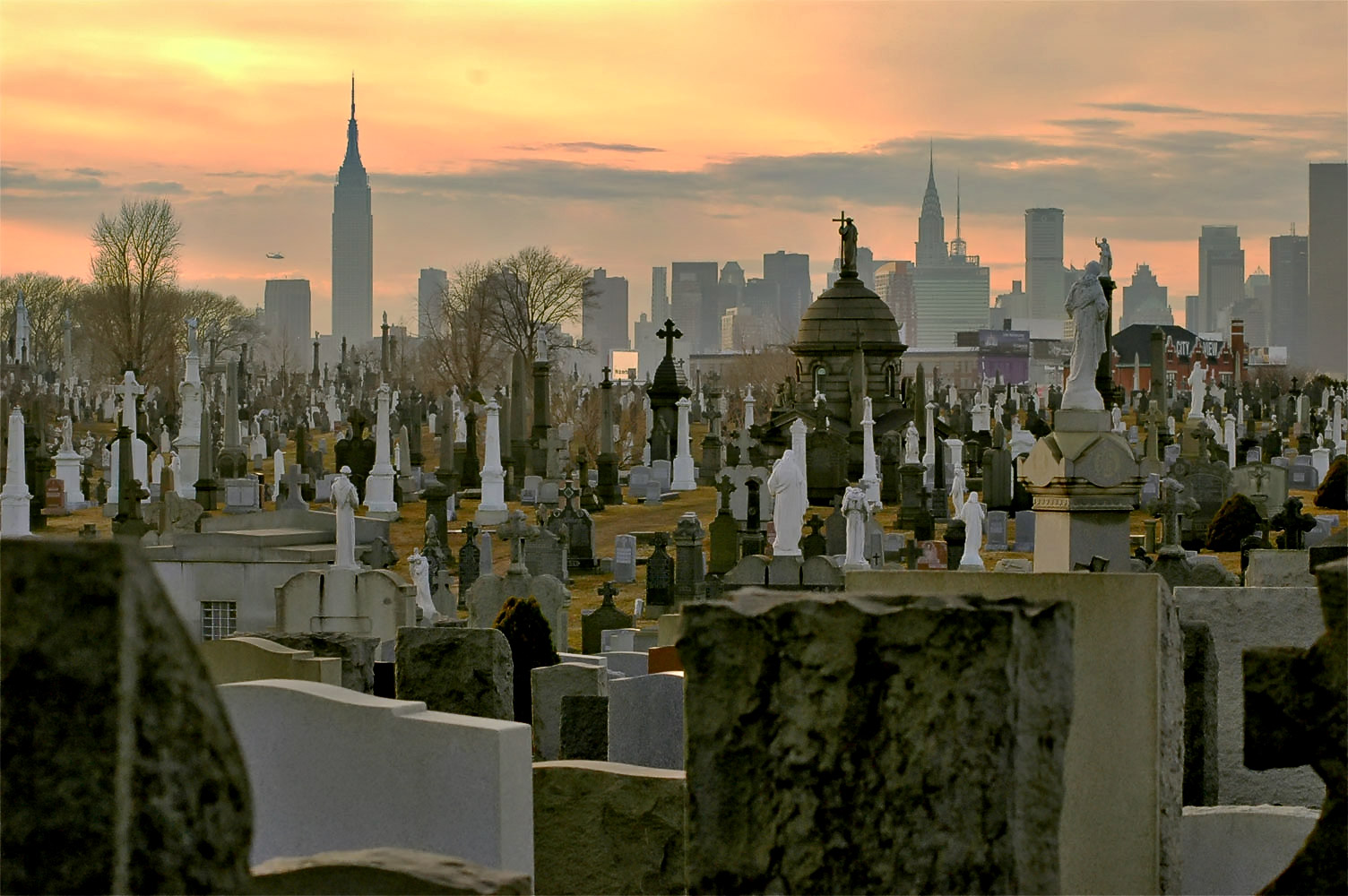
Calvary Cemetery i Queens med Manhattan i bakgrunden.

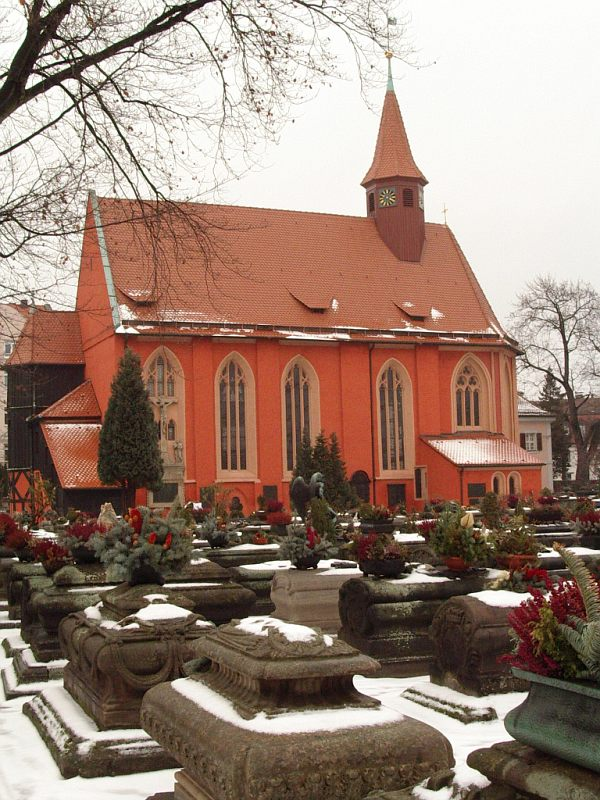
Kyrkogård i Nürnberg, Tyskland.

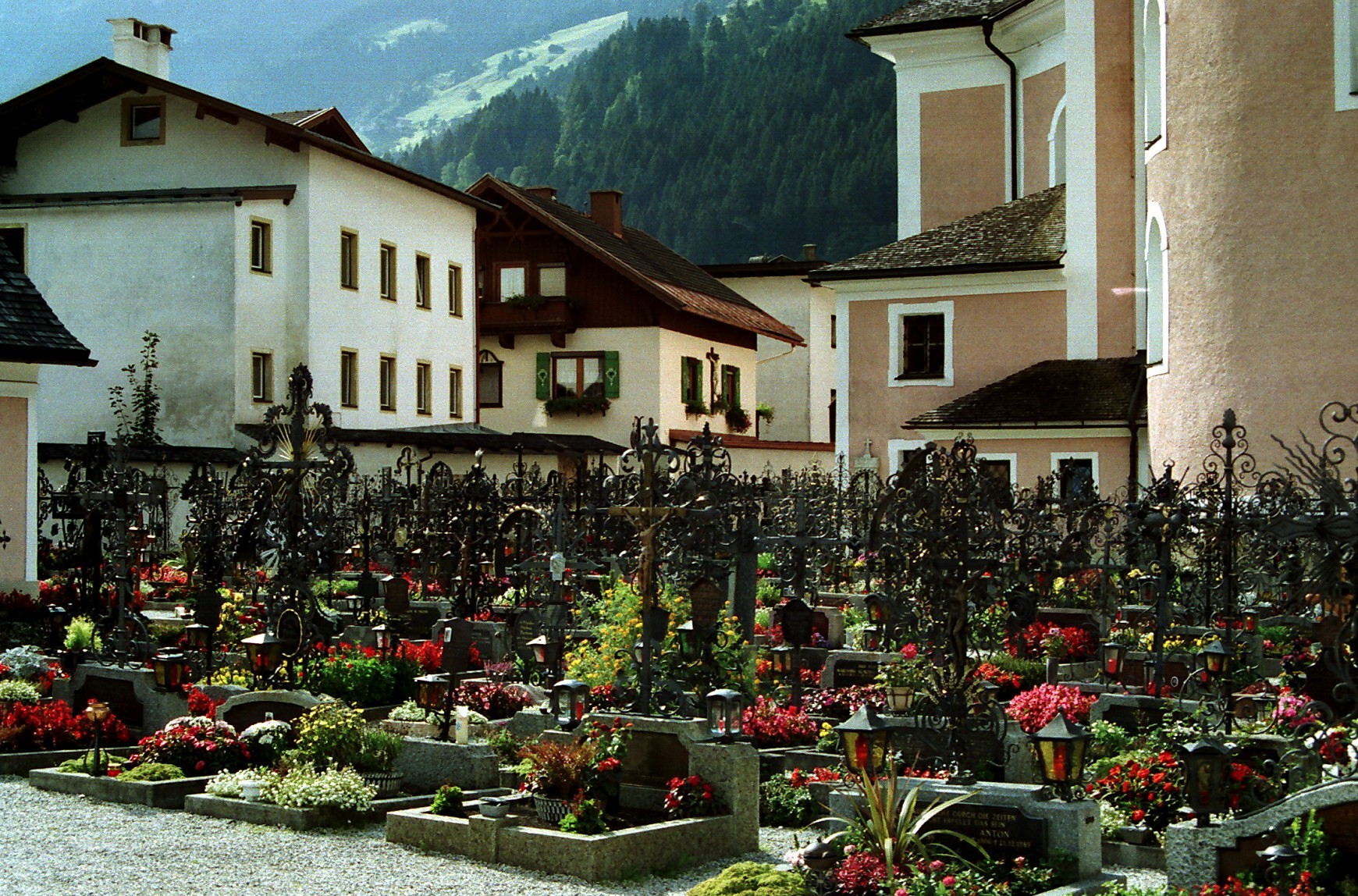
En kyrkogård i Österrike med typiska smideskors.

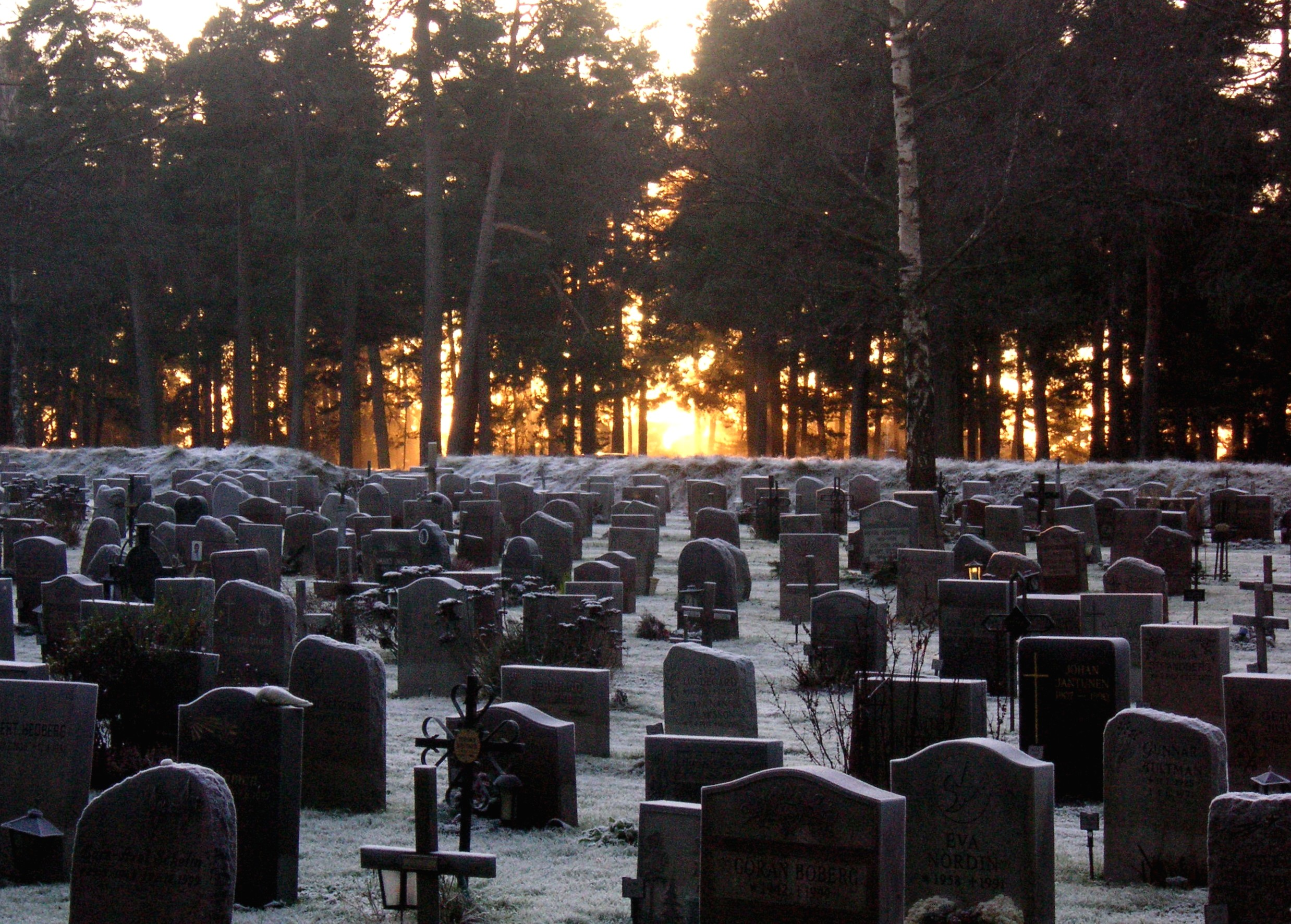
Skogskyrkogården i Stockholm

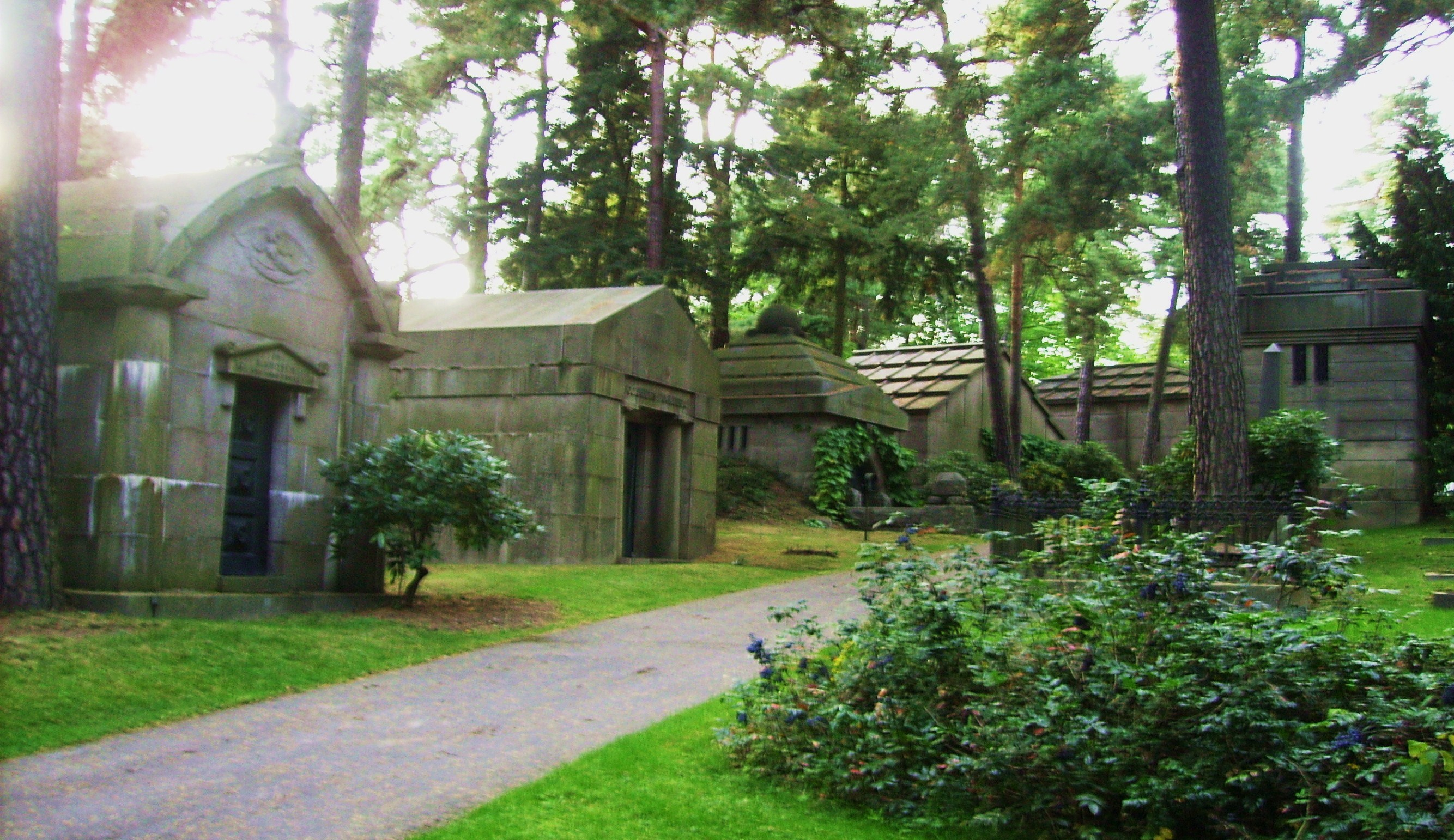
Lindhagens kulle på Norra begravningsplatsen i Solna kommun.

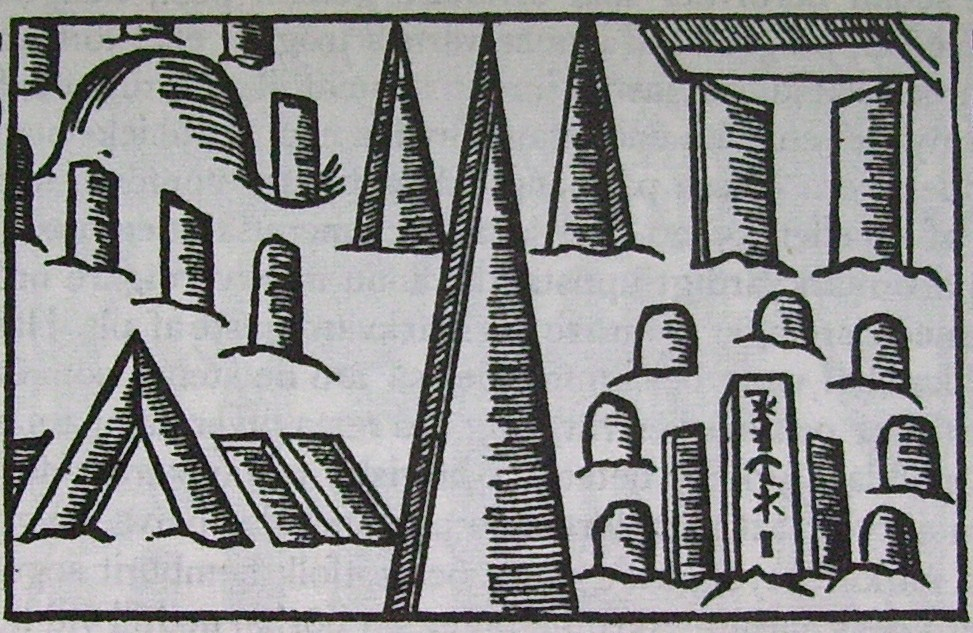
Gravstenar ur Olaus Magnus Historia om de nordiska folken.

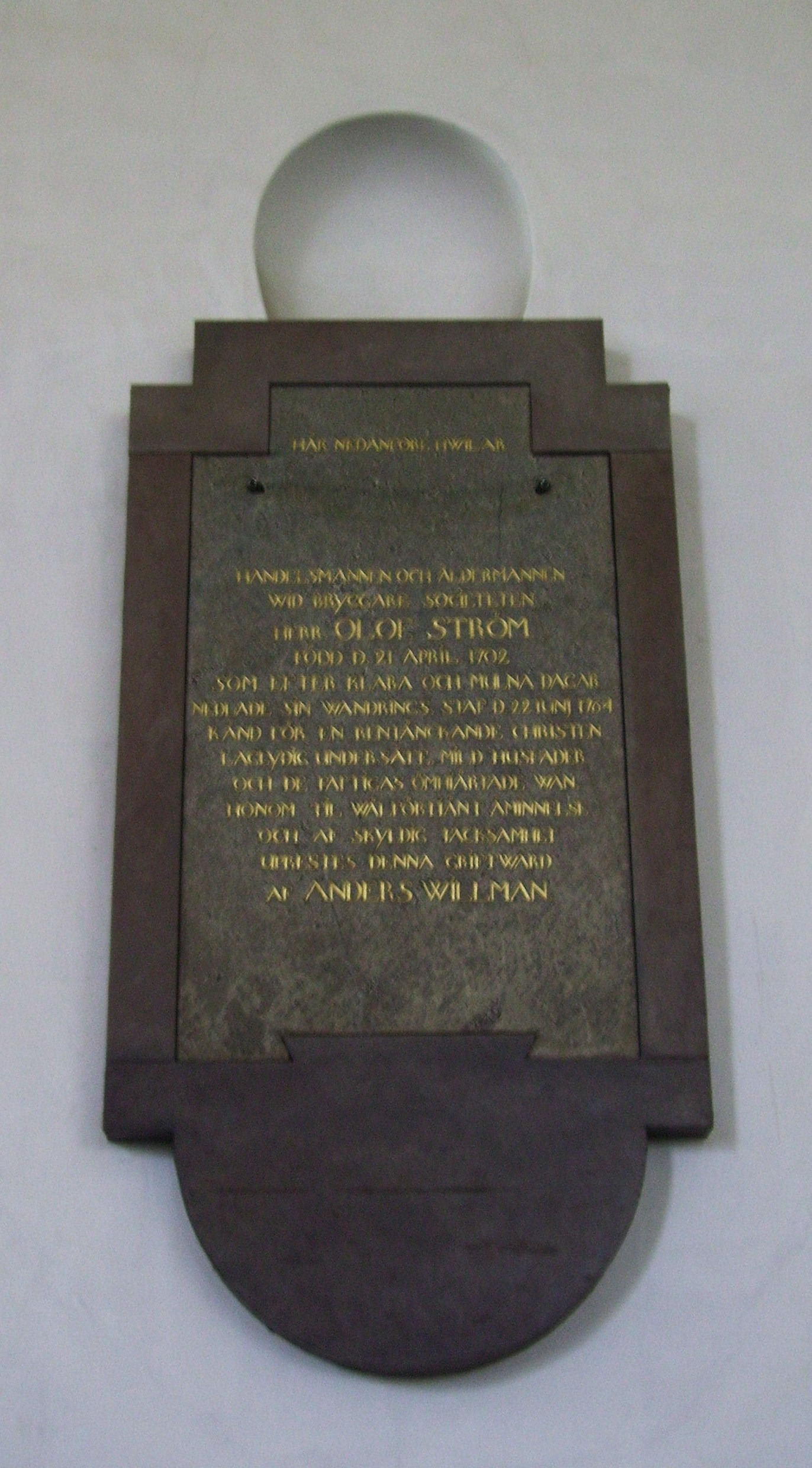
Epitafium inne i Katarina kyrka.

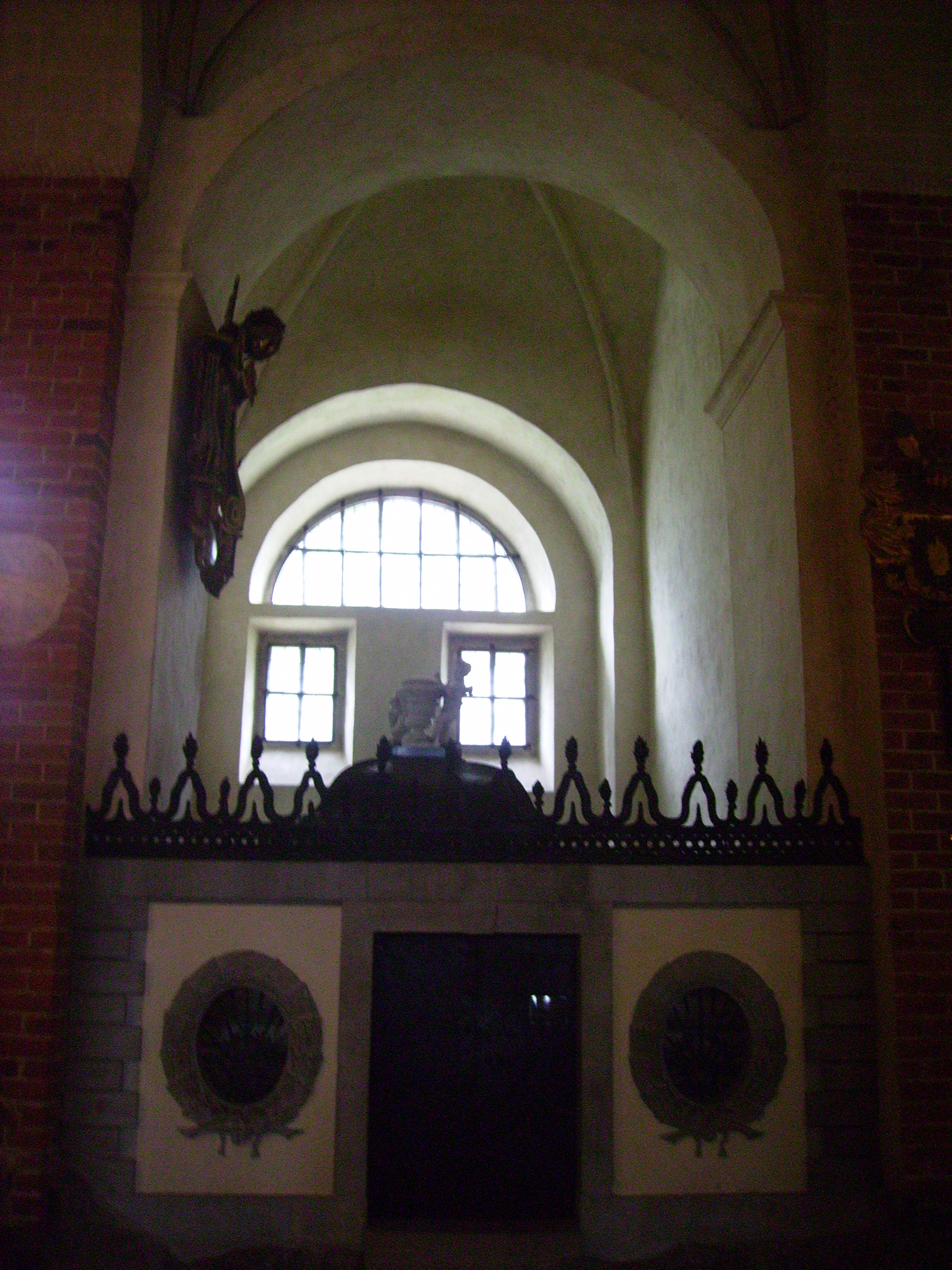
Cedercrantzka gravkoret i Strängnäs domkyrka.

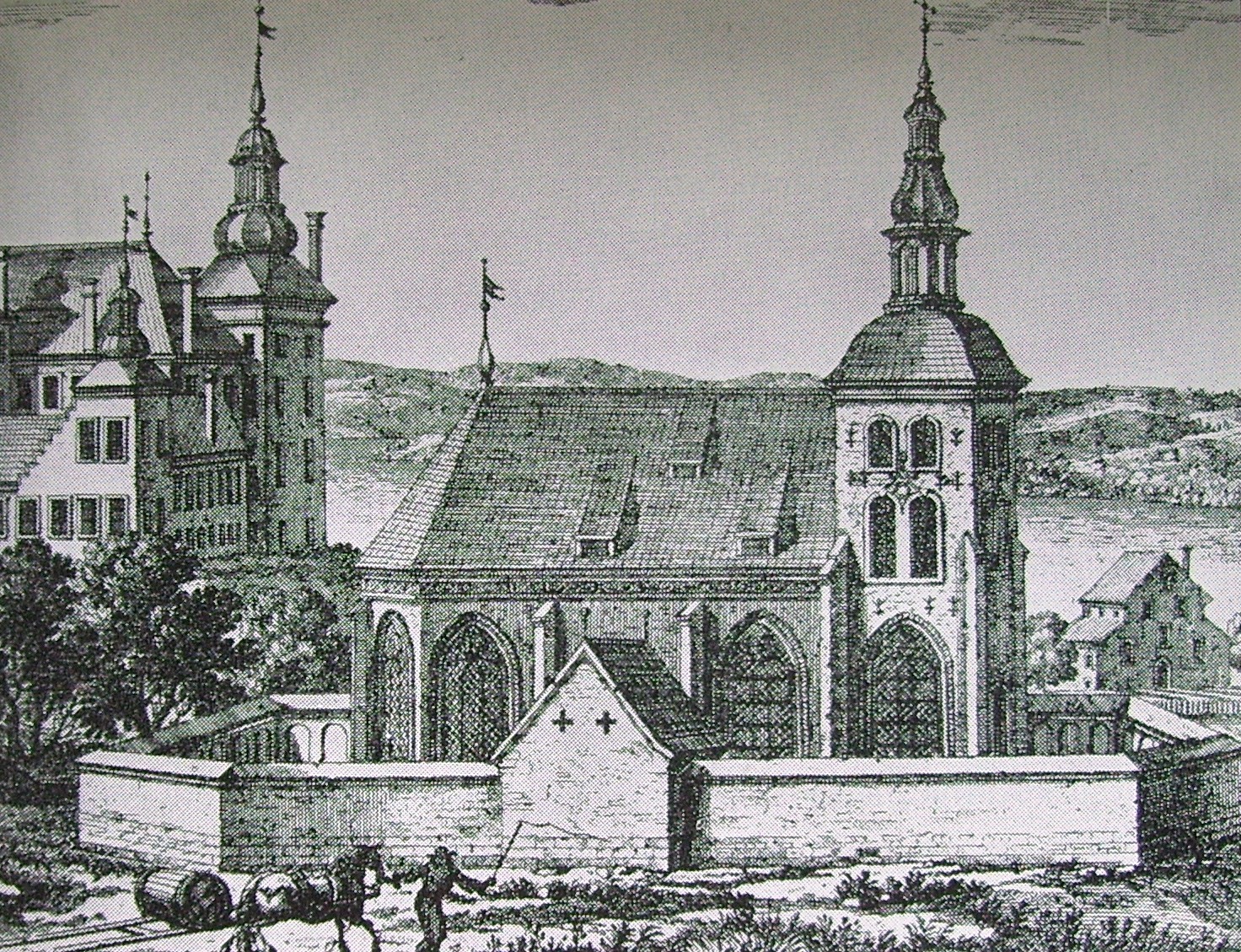
Tyresö kyrka med 16 nischer i bogårdsmuren. Nischerna är gravplatser för olika gårdar, varianter för ättehagar. Ur Suecia antiqua et hodierna.

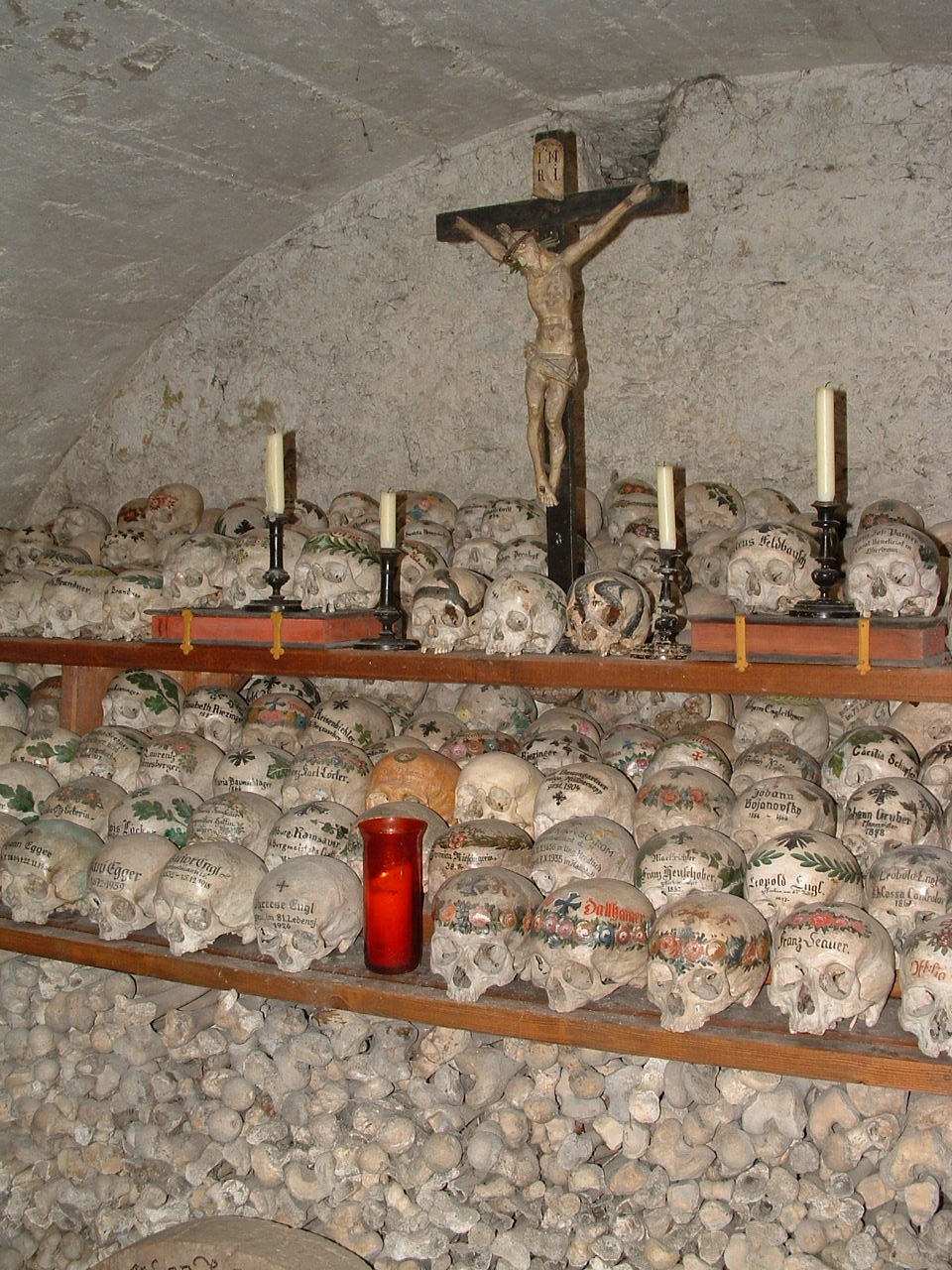
Benhus i Hallstatt, Österrike

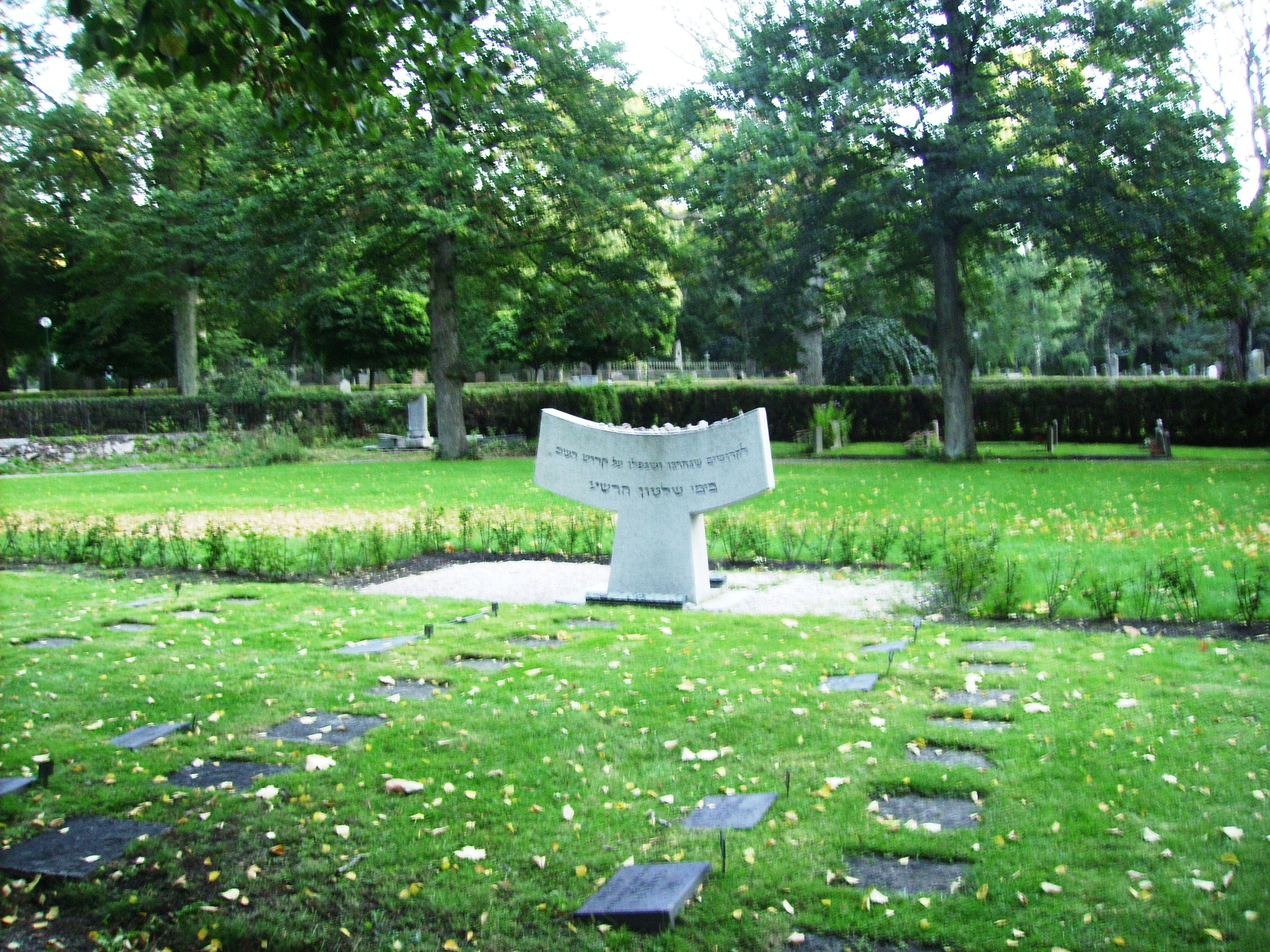
Judiska norra begravningsplatsen i Solna kommun.

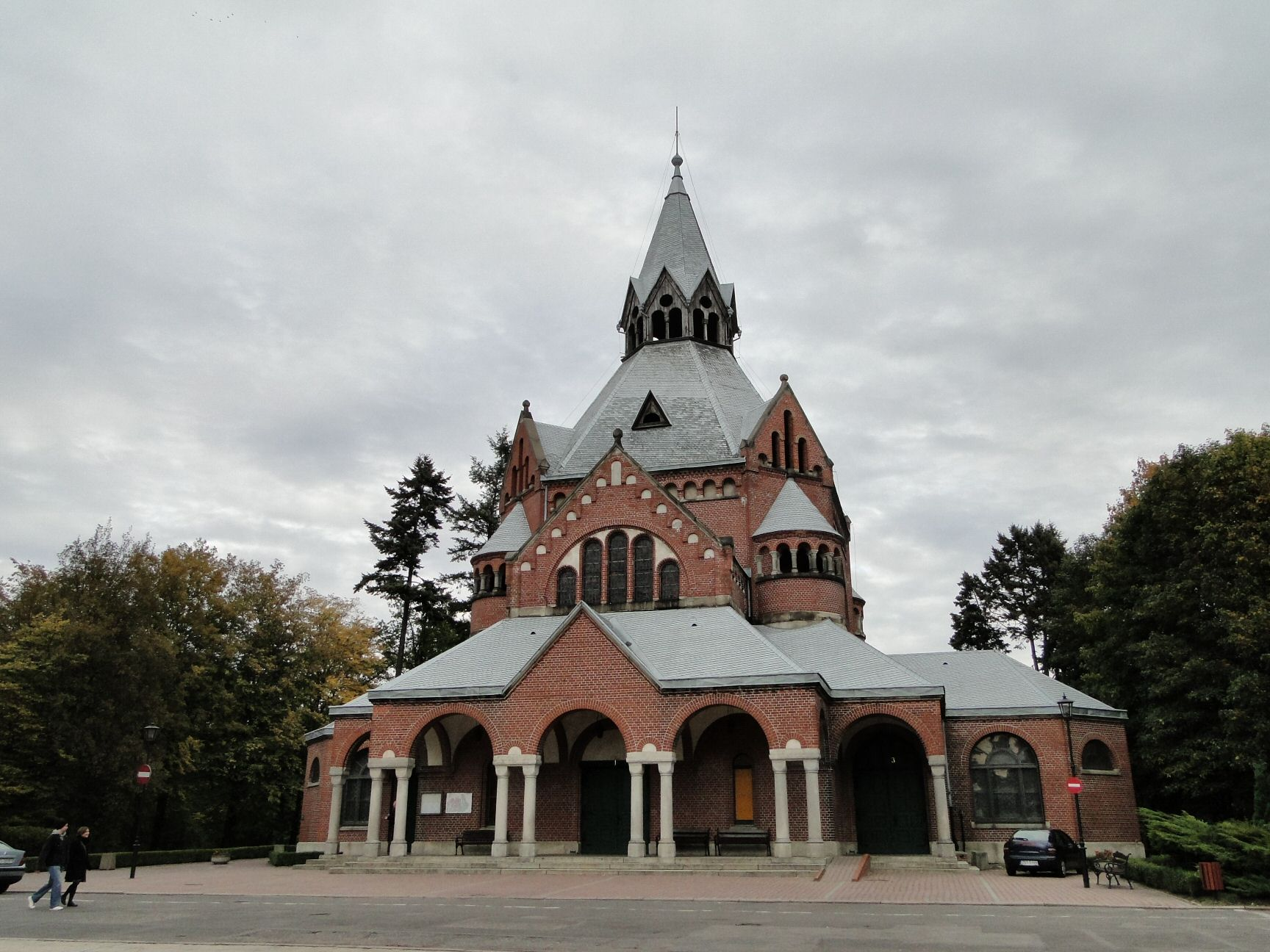
Centralbegravningsplats i Szczecin, Polen

Begravningsplats, griftegård, eller på finlandssvenska gravgård, innehåller gravplatser där man begraver stoftet efter avlidna personer. En kyrkogård är en begravningsplats i anslutning till en kyrka eller motsvarande.

## Kyrkogårdar
En kyrkogård är primärt det område runt en kyrkobyggnad som är inhägnat och som används till begravning. Även kristna begravningsplatser utan kyrka kallas vanligtvis kyrkogård. Moderna begravningsplatser är dock sällan egentliga kyrkogårdar utan anläggs ofta en bit utanför städerna, och förses då med ett begravningskapell. Begravningsplatser har anlags i många skilda stilar, exempelvis skogskyrkogårdar. Antika gravplatser utanför stadsgränsen kallas nekropoler.
Judiska församlingar och muslimska församlingar i kristna länder håller sig med egna begravningsplatser, ofta i närheten av eller i egna avdelningar inom de större kristna begravningsplatserna. Begravningsplatser för släktingar till profeten Muhammed kallas inom islam imamzadeh.
En särskild sorts kyrkogårdar är epidemikyrkogårdar såsom pest- och kolerakyrkogårdar. De flesta sådana är massgravar, då många dog på kort tid i de epidemier som bröt ut. I samband med krig har många länder anlagt särskilda militärkyrkogårdar för stupade soldater. I modern tid har det även skapats begravningsplatser för husdjur, ofta benämnda djurkyrkogårdar.

### Sverige
I svensk lagstiftning delas begravningsplatser per definition upp i allmänna och enskilda begravningsplatser. De förra är anordnade av församlingar eller kyrkliga samfälligheter inom Svenska kyrkan, kommuner eller det allmänna i övrigt. Enskilda begravningsplatser får anordnas av trossamfund eller stiftelser med tillstånd av länsstyrelsen. Ett exempel på en sådan är Malmvik begravningsplats. 
Lagrum för begravningsplatser finns i Begravningslagen i kapitel 2 samt i Kulturmiljölagen i kapitel 4 (paragraferna 11–15). Lagen talar även om begravningsplatser för icke-kristna. För varje allmän begravningsplats skall upprättas gravkarta, gravbok och gravregister skall föras. Begravningsplatsen skall hållas i ordnat och värdigt skick och den helgd som tillkommer de dödas vilorum skall alltid iakttas. Graven får heller inte öppnas på ett sådant sätt att stoft eller aska skadas.

## Historia
Begravningsplatser är vanligast hos åkerbrukare och stadsbor, medan nomader inte sällan lägger ut liken på marken eller i vattnet till föda för djuren eller hänger upp dem i träd. Även likbränning har förekommit. 
Begravningsplatserna syftar till att bevara de döda och behålla dem hos sig. I en del fall har man även sökt konservera kroppen genom mumifiering. Begravningsplatser är inte nödvändigtvis grävda gravar i marken. Man kan även lägga ut de döda i grottor. Begravning i själva huset eller inom hemmets räjong har också gamla anor. Begravning har även omgärdats av rädsla för de dödas spöken. Därför har man sökt att gravsätta dem i avlägsna platser. Begravning har varit omgärdad av ceremonier. Förutsättningen är att man tror att anden lever vidare under liknande former, men med hemliga krafter.
I Kina är familjegrifterna släktens helgedom på grund av förfäderskulten och gravkulten. Man har årliga gravfester med måltider till de avlidnas ära. De mykenska kupolgravarna återspeglar en äldre husform och pyramiderna är väl de mest storartade mausoleerna  genom tiderna. Även de nordiska stenkammargravarna har formen av ett hus. Under bronsåldern avlöser likbränning begravning i Europa. Även i Norden ägde denna förändring rum. Man begravde de brända benen. Under den yngre järnåldern började man begrava de döda igen i Norden. Gravhögarna blev mindre och mindre allteftersom man började placera liken under jordytan. Gravarna samlades också till gravplatser. 
I övriga Europa vidmakthölls likbränning fram till kristendomens segertåg. Först i slutet av 1800-talet vann likbränning insteg i kristna länder av hygieniska och platsekonomiska skäl, i början under stort motstånd. Det fanns särskilda eldbegängelseföreningar som propagerade för likbränning. 

### Kristendom
Innan kristendomen erövrade terräng nedlades de döda i gravfält av runda kullar eller stensättningar vid byar, byns så kallade ättehage. I ytterkanterna kan man finna obrända lik med fötterna mot öster och huvudet i väster, så att den döde på den yttersta dagen kunde se solens uppgång. Detta är ett utpräglat kristet begravningsskick. När kyrkobyggnaden blev färdig upprättades kyrkogårdar. Man ordnade gravarna i byalag och kallade dem för ättehagar. Gravar markerades med plankor eller träkors. Fram till början av 1800-talet var gravvårdarna ofta gräsbevuxna, låga kullar markerade med oansenliga kors av trä. Ett fåtal gravar, oftast på domkyrkogårdar eller i städer, markerades med liggande eller stående hällar av sten, ofta sandsten eller kalksten. Stenkors som minnesmärke förekommer tidigt hos de brittiska kelterna. De döda begravdes även i valv, vilket innebar att de lades i rad efter varandra.
I en del länder växte de kristnas begravningsställen ut till nekropoler, hypogéer eller katakomber, mer eller mindre underjordiska gravstäder. Rika begravdes i sarkofager, vilka under medeltiden inte sällan placerades ute på kyrkogården, ibland omgivna av baldakin eller litet kapell. Moderna memorialbyggnader kan i Sverige skådas på Lindhagens kulle på Norra begravningsplatsen i Stockholm och på ”Rikemanskullen” på Östra kyrkogården i Göteborg. 

#### Kyrkogården som offentligt rum
Ännu under 1700-talet återfanns små trähus, eller ror, rol eller roder, på kyrkogårdarna. Vid mitten av 1700-talet var de borta. Troligen hade dessa byggts som skydd mot betande kreatur och bökande svin. I äldre tider var kyrkogården omgiven av en mur för att hindra att boskap tog sig in. I muren fanns en eller flera kyrkogårdsportar eller mindre stigluckor med trappsteg och mur och tak. Vid Täby kyrka finns en sådan väl bevarad. De södra och östra delarna av kyrkogården var mest använda för begravningar. På många ställen ansågs den norra delen som olämplig för begravning. Inte sällan grävde man ner missdådare och självspillingar där. Gravarna var inte som på moderna begravningsplatser heller placerade i räta rader. 
Begravningsplatser användes inte sällan som betesmark. De användes även som allmänna samlings- och marknadsplatser. Kyrkogårdar kunde fungera som arbetsplatser, eller som utrymmen för spel och lek. Det förekom även dans inne på grifteplatserna. Man använde dem även som tingsplats, förrättade utmätningar där och läste upp kungörelser eller brev på där. Kyrkoledningen ville förvisa en del alldagliga aktiviteter till kyrkbacken eller till sockenstugan, ty kyrkogården skulle vara en fredad plats. Martin Luther var en av dem som uttalade sig ogillande om tillståndet på dåtidens kyrkogårdar. Kyrkoledningen satte in insatser mot allehanda aktiviteter på kyrkogårdarna. 
Det finns vittnesmål om att när gravar grävdes på 1600- och 1700-talen så kunde det hända att man inte noggrant lade tillbaka de ben som kom upp till ytan. Därför uppfördes benhus, där man kunde lägga dem. Sådana kan beskådas exempelvis i Åkers kyrka och Strängnäs domkyrka. Särskilt vanliga är benhus i katolska länder.

#### Status
Gravsättning av adel och präster skedde ofta inne i kyrkan under kyrkgolvet, i särskilt uppbyggda monument, gravtumbor eller i av släkten byggda gravkor. År 1633 byggdes nämligen ett gravkapell vid Riddarholmskyrkan för kung Gustav II Adolf. Detta blev ett föredöme för adeln. På 1640-talet byggdes gravkor vid kyrkornas sydsida. Mot slutet av 1600-talet och i början av 1700-talet fick kyrkornas östgavel sina gravkor. Under 1800-talet byggde man fristående gravkor. I Björnlunda kyrka är gravkor till och med högkor.
Inne i kyrkor hänger ofta begravningsvapen som blivit burna i begravningsprocessioner. Det kan vara epitafier (minnestavlor) med den dödes vapen som huvudmotiv, med rötter i renässansen, eller målade sköldar av trä som in på 1600-talet fick en mer skulptural utformning. Sådana förekom även vid lantkyrkor i Sverige, särskilt där adeln var framträdande.
Efter kung Karl XII:s död sökte riksdagen komma adelns pompa funebris till livs. Redan 1779 togs frågan om gravsättnig inne i kyrkorna upp i prästståndet. Vidare ville man fylla igen gravarna (inne i kyrkorna). År 1815 förbjöds gravsättningar inne i kyrkorna. Adeln och prästerskapet fick istället en framträdande plats på kyrkogården, ofta gravar omgärdade av smidda järnstaket eller stenramar. 

#### Begravningsplatsens helgd
Mot slutet av 1700-talet började man inhägna kyrkogårdarna. En skrivelse i Sverige 1776 att stenmurar skulle uppföras. De gamla kyrkobalkarna, som delvis var timrade, kom därmed att ersättas av mera varaktiga och stabila konstruktioner. Även marknadsstånden började avhysas. Under 1700-talet började man plantera träd på kyrkogårdarna. Herrnhutiska församlingar i Tyskland var föregångare. Träden skulle förbättra den förpestade lukten på storstädernas överbefolkade kyrkogårdar. 
På grund av befolkningsökningen på 1800-talet, i Sverige orsakade av faktorer, som Esaias Tegnér poetiskt formulerade som ”freden, vaccinet och potäterna”, ledde till att man tvingades anlägga helt nya kyrkogårdar. Främst i städerna var behovet helt oundvikligt på grund av den sanitära olägenheten. I Sverige utfärdades 1810 en förordning som kungjorde att nya begravningsplatser skulle anläggas utanför städerna. Det första området av nuvarande Norra begravningsplatsen invigdes 1827 av Johan Olof Wallin.
I samband med epidemier ordnades särskilda kyrkogårdar, kolerakyrkogårdar runtom i landet är mycket vanliga. De nya begravningsplatserna fick en mera modern stil med planteringar, regelbundna kvarter med markerade individuella gravplatser. Inskriptioner på gravvården skulle upplysa om vem som ligger begravd där och när vederbörande fötts och avlidit. Inte sällan tillfogades även citat eller psalmnummer. Gravskicket varierade efter samhällsklass från det anonyma till det pampiga. Många familjer har egna familjegravar där avlidna släktingar successivt nedsätts. 
Människor med annan religiös bakgrund har i Sverige fått egna begravningsplatser. Den första judiska begravningsplatsen tillkom på Kungsholmen 1776, och den första katolska på Norra begravningsplatsen 1847. Invandringen efter andra världskriget resulterade i behov för begravningsplatser för muslimer och ortodoxt kristna. I både Stockholm och Göteborg återfinns idag gravplatser med stora gravmonument, inte sällan med ett inetsat fotografi på den avlidne. 
I Stockholm kremeras huvuddelen av de avlidna. På Norra begravningsplatsen ägde den första likbränningen rum 1909 på Norra krematoriet. Därför har kyrkogårdarna kompletterats med urnlundar, kolumbarier och minneslundar. Urnlundar kännetecknas av begravning där den dödes aska placeras i en urna och gravsätts. Kolumbarier är urnlundar som är byggda i anslutning till eller under kyrkorna. I minneslundar placeras urnan med aska utan markering av platsen. I enstaka fall sprids askan ut på platser utanför griftegårdarna.

## Sveriges största begravningsplats
Sveriges största begravningsplats är sett till ytan Kvibergs kyrkogård i Göteborg (130 hektar och 24 167 gravplatser) och sett till antalet gravplatser Skogskyrkogården i Stockholm (102 hektar och 100 000 gravplatser).

## Kända begravningsplatser

### Argentina
- Cementerio de La Recoleta, Buenos Aires
- Cementerio de la Chacarita, Buenos Aires

### Danmark
- Assistens Kirkegård, Köpenhamn

### Finland

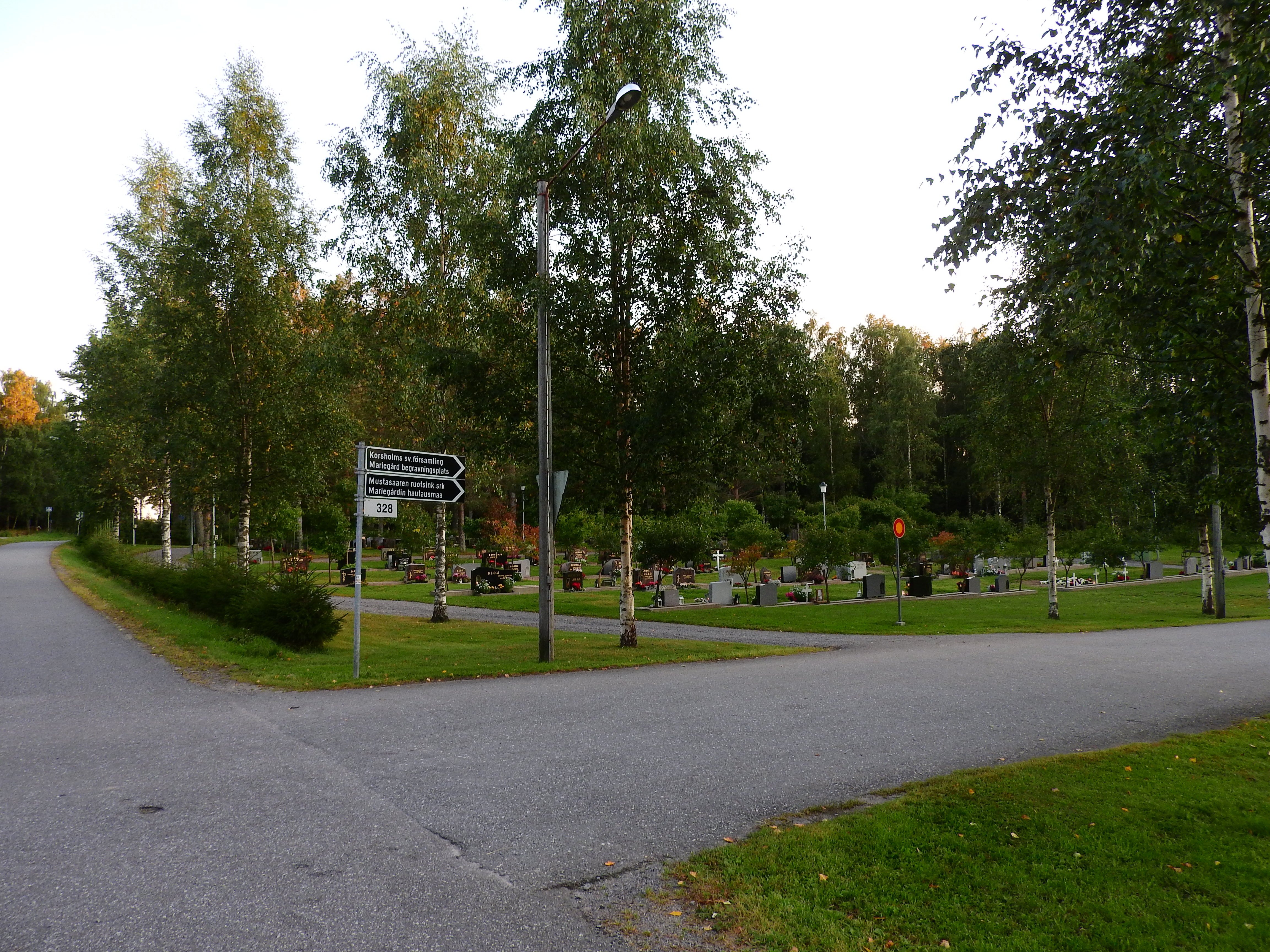
Mariegård begravningsplats i Vasa, Finland.

- Sandudds begravningsplats, Helsingfors

### Frankrike
- Père-Lachaise, Paris

### Iran
- Behesht-e Zahra

### Kroatien
- Mirogojkyrkogården

### Norge
- Vår Frelsers gravlund

### Polen
- Centralbegravningsplats (Cmentarz Centralny), Szczecin
- Powązki-Cmentarz, Warszawa

### Storbritannien
- Highgate Cemetery, Highgate, London

### Sverige
- Fardhem kyrkogård, Gotland
- Galärvarvskyrkogården, Stockholm
- Katarina kyrkogård, Stockholm
- Kungliga begravningsplatsen, Solna kommun
- Kvibergs kyrkogård, Göteborg
- Maria Magdalena kyrkogård, Stockholm
- Norra begravningsplatsen, Stockholm
- Ravlunda kyrkogård
- Riddarholmskyrkan
- Sandsborgskyrkogården, Stockholm
- Sankt Pauli kyrkogårdar, Malmö
- Skogskyrkogården, Stockholm
- Södra kyrkogården, Nacka
- Tornehamns kyrkogård, Björkliden
- Uppsala gamla kyrkogård
- Väskinde kyrkogård, Gotland
- Västra kyrkogården, Göteborg
- Östra kyrkogården, Göteborg

### USA
- Arlington National Cemetery
- Stonewall Jackson Memorial Cemetery